# Classe Aquastrada TMV 101
La classe Aquastrada TMV 101 era composta da due traghetti superveloci, un tempo in servizio per Tirrenia di Navigazione. Erano navi di tipo roll-on/roll-off HSC (traghetti superveloci) e furono le prime monocarena al mondo capaci di trasportare passeggeri e veicoli alla velocità di circa 40 nodi. I nomi delle unità erano Guizzo e Scatto, realizzate dalla Rodriquez Cantieri Navali tra il 1993 e il 1994. Gli Aquastrada TMV 101 furono anche i primi traghetti superveloci della flotta Tirrenia.
Negli anni 2000, le navi furono poste in disarmo per via degli elevati costi gestionali, finché nel maggio 2011 vennero vendute per demolizione. Nel luglio dello stesso anno, lo Scatto fu il primo a essere rimorchiato nel cantiere navale di Aliağa in Turchia per poi essere demolito, seguito nel luglio 2012, a distanza di un anno esatto, dal gemello Guizzo.

## Caratteristiche
I traghetti Aquastrada TMV 101 erano dei monocarena realizzati quasi completamente in lega di alluminio. Il profilo dello scafo era di tipo V profondo per conferire una buona stabilità ad alte velocità. Avevano una lunghezza di 101,75 metri (da qui il nome TMV 101), una larghezza di 14,5 metri e una stazza lorda di 3.490 tonnellate di stazza. La profondità dello scafo sotto il livello del mare era di 9,5 metri. Per quanto riguarda il dislocamento, quello leggero era pari a 767,5 tonnellate, mentre quello massimo era di 962 tonnellate. La portata lorda risultava essere pertanto di 223,5 tonnellate. Guizzo e Scatto erano lievemente differenti per quanto riguardava l'abitabilità, in particolare il secondo riusciva a trasportare un numero maggiore di veicoli e passeggeri. Il Guizzo era strutturato su quattro ponti, due dei quali adibiti al trasporto di persone, e poteva trasportare 450 passeggeri con 127 veicoli:
1. Ponte Belvedere: bar e 48 poltrone di prima classe
2. Ponte Coperta: bar e 400 poltrone di seconda classe
3. Garage Superiore: 82 veicoli
4. Garage Inferiore: 45 veicoli

Il traghetto Scatto, invece, era strutturato su cinque ponti (uno in più del gemello) ed era in grado di trasportare circa 35 passeggeri e 35 auto in più:
1. Ponte Belvedere: bar e 48 poltrone di prima classe
2. Ponte Coperta: bar e 435 poltrone di seconda classe
3. Ponte Auto: 35 veicoli
4. Garage Superiore: 82 veicoli
5. Garage Inferiore: 45 veicoli

Le operazioni di imbarco e sbarco avvenivano attraverso i due portelloni di poppa. Essendo navi ad alta velocità o impiegate per brevi tratte, non vennero dotate di cabine o di particolari servizi di intrattenimento per i passeggeri.

## Propulsione
Il sistema di propulsione dei traghetti era costituito da una turbina a gas da 20.800 kW collegata al booster fisso centrale KaMeWa 180B, mentre due motori Diesel MTU (16 cilindri 595 TE da 3565 kW ciascuno) equipaggiavano due gruppi idrogetto laterali, aventi funzione di governo della nave. Il sistema era in grado di spingere il traghetto a oltre 40 nodi, mentre l'impiego dei soli motori diesel permetteva di raggiungere la velocità di 20 nodi.

## Navi appartenenti alla classe
| Nome   | Immagine | Varo          | Cantiere      | Entrata in servizio | Rotte                                                                                      | Note                        |
| ------ | -------- | ------------- | ------------- | ------------------- | ------------------------------------------------------------------------------------------ | --------------------------- |
| Guizzo |          | 1993          | Pietra Ligure | 15 luglio 1993      | Civitavecchia - Olbia Fiumicino - Golfo Aranci con Siremar: Mazara del Vallo - Pantelleria | Demolito ad Aliağa nel 2012 |
| Scatto |          | febbraio 1994 | Pietra Ligure | maggio 1994         | Civitavecchia - Olbia Fiumicino - Golfo Aranci La Spezia - Olbia/Golfo Aranci              | Demolito ad Aliağa nel 2011 |

## Servizio
Il traghetto Guizzo entrò in servizio il 15 luglio 1993 sulla rotta Civitavecchia - Olbia, tratta che era in grado di compiere in circa 3 ore e mezza. L'anno successivo il gemello Scatto fu inserito sul collegamento La Spezia - Olbia, sul quale riduceva i tempi di traversata a 5 ore, rispetto alle 11 impiegate dalle unità tradizionali in servizio all'epoca.
Successivamente i due traghetti furono utilizzati anche sulla rotta Fiumicino-Golfo Aranci, mentre dal 1998, con l'ingresso nella flotta Tirrenia dei traghetti di classe Jupiter, gli Aquastrada furono impiegati sulle rotte per la Sicilia. A causa di alcuni problemi meccanici lo Scatto venne posto in disarmo nel porto di Castellammare di Stabia nel 2002, mentre il Guizzo fu ceduto nello stesso anno alla Siremar, la quale lo utilizzò sulla tratta Mazara del Vallo - Pantelleria. Infine venne anch'esso posto in disarmo nel porto di Palermo nel 2005.
Nel maggio 2011 i traghetti vennero venduti per demolizione assieme alle unità di classe Jupiter MDV 3000. Il 26 luglio 2011 lo Scatto venne rimorchiato ad Aliağa, in Turchia, per la demolizione. Il 4 luglio 2012 il Guizzo, trainato dal rimorchiatore Eisvogel, ha attraversato lo stretto di Messina diretto ad Aliağa, dov'è giunto cinque giorni dopo – il 9 luglio – per essere demolito.

## Origine dei nomi
Essendo i primi traghetti veloci della compagnia, vennero battezzati con nomi correlati ai concetti di velocità e accelerazione. Infatti Guizzo e Scatto sono sinonimi che indicano un movimento rapido e improvviso.